# Aberto de São Paulo
L'Aberto de São Paulo, noto anche come Prime Cup Aberto de São Paulo per motivi di sponsorizzazione, è stato un torneo professionistico maschile di tennis giocato su cemento. Faceva parte della categoria Challenger Tour e si è giocato annualmente al Parque Villa Lobos di San Paolo in Brasile, dal 2001 al 2014.

## Albo d'oro

### Singolare
| Anno | Campione           | Finalista                | Punteggio            |
| ---- | ------------------ | ------------------------ | -------------------- |
| 2001 | Flávio Saretta (1) | Guillermo Coria          | 7–6(7), 6–2          |
| 2002 | Frédéric Niemeyer  | Martín Vassallo Argüello | 7–6(6), 0–1 ritirato |
| 2003 | Flávio Saretta (2) | Andrés Dellatorre        | 7–6(5), 6–3          |
| 2004 | Juan Mónaco        | Adrián García            | 6–4, 7–6(4)          |
| 2005 | Ricardo Mello (1)  | Giovanni Lapentti        | 4–6, 6–2, 7–6(0)     |
| 2006 | Flávio Saretta (3) | Thiago Alves             | 7–6, 6–3             |
| 2007 | Guillermo Cañas    | Diego Hartfield          | 6–3, 6–4             |
| 2008 | Thiago Alves (1)   | Carlos Berlocq           | 6–4, 3–6, 7–5        |
| 2009 | Ricardo Mello (2)  | Paul Capdeville          | 6–2, 6–4             |
| 2010 | Ricardo Mello (3)  | Eduardo Schwank          | 6–3, 6–1             |
| 2011 | Ricardo Mello (4)  | Rafael Camilo            | 6–2, 6–1             |
| 2012 | Thiago Alves (2)   | Gastão Elias             | 7–6(5), 7–6(1)       |
| 2013 | Horacio Zeballos   | Rogério Dutra da Silva   | 7–6(5), 6–2          |
| 2014 | João Souza         | Alejandro González       | 6–4, 6–4             |

### Doppio
| Anno | Campioni                           | Finalisti                                 | Punteggio           |
| ---- | ---------------------------------- | ----------------------------------------- | ------------------- |
| 2001 | Noam Okun André Sá (1)             | Cédric Kauffmann Flávio Saretta           | 6–4, 1–6, 6–4       |
| 2002 | Brandon Coupe Frédéric Niemeyer    | Federico Browne Luis Horna                | 6(5)–7, 7–6(4), 6–4 |
| 2003 | Federico Browne Rogier Wassen      | Ignacio Hirigoyen Andy Ram                | 7–6(0), 7–6(3)      |
| 2004 | Ramón Delgado André Sá (2)         | Franco Ferreiro Marcelo Melo              | 7–5, 7–6(5)         |
| 2005 | André Sá (3) Bruno Soares (1)      | Tomas Behrend Marcos Daniel               | 6–2, 6–2            |
| 2006 | Thiago Alves Flávio Saretta        | Lucas Engel André Ghem                    | 7–6, 6–3            |
| 2007 | Pablo Cuevas Adrián García         | Marcelo Melo Alexandre Simoni             | 6–4, 6–2            |
| 2008 | Jamie Delgado Bruno Soares (2)     | Brian Dabul Horacio Zeballos              | 6–1, 6–3            |
| 2009 | Carlos Berlocq Leonardo Mayer      | Mariano Hood Horacio Zeballos             | 7–6(1), 6–3         |
| 2010 | Brian Dabul Sebastián Prieto       | Tomasz Bednarek Mateusz Kowalczyk         | 6–3, 6–3            |
| 2011 | Franco Ferreiro André Sá (4)       | Santiago González Horacio Zeballos        | 7–5, 7–6(12)        |
| 2012 | Fernando Romboli Júlio Silva       | Jozef Kovalík José Pereira                | 7–5, 6–2            |
| 2013 | James Cerretani Adil Shamasdin     | Federico Delbonis Renzo Olivo             | 6(5)–7, 6–1, [11–9] |
| 2014 | Gero Kretschmer Alexander Satschko | Nicolás Barrientos Víctor Estrella Burgos | 4–6, 7–5, [10–6]    |